# オールラウンダー (自転車競技)
自転車競技のロードレースにおけるオールラウンダーとは、山岳コース、タイムトライアルのいずれも
弱点なく、ステージレースやグランツールでエース格になるタイプの選手。

## 特徴
上り、平地、タイムトライアルのいずれにおいても平均以上の実力を持つ。一流選手ともなれば、クライマーと同等以上の登坂能力とタイムトライアルスペシャリストに匹敵する独走力を併せ持っていることもあるが、連続した超級山岳や長距離のタイムトライアルでは、特化型の選手には一歩劣る（あくまで山と平地を両立させた選手であるため）。
ステージレースにおいては、タイムトライアルと山岳ステージでほかの選手に差をつけ、平地のレースではステージ優勝争いをするスプリンターと同じ集団でゴールする（順位差はつくがタイム差はつかない）という戦い方が基本であるためスプリント能力は特に要求されない。ただしステージ順位上位3人にボーナスタイムが付くレースではスプリント力が総合成績争いにおいて武器になることもある。
ただ、代表格であるエディ・メルクスやベルナール・イノーはツール・ド・フランスにおいて総合優勝とスプリント賞を同時獲得したことがあり、またショーン・ケリーやランス・アームストロングのようにスプリンターとしてデビューし、後にオールラウンダーに転向した選手もいることなどから分かるように、スプリントが全く出来ないわけではない選手もいる。しかし、ゴールスプリントでは混戦になる事が多いため、落車の危険や足に負担のかかるスプリントを避ける場合が多い（総合優勝を狙う選手はゴールスプリントになった場合、ステージ優勝を譲るという暗黙の了解があることも一因）。

## レースでの役割
グランツールと呼ばれるツール・ド・フランス、ジロ・デ・イタリア、ブエルタ・ア・エスパーニャの三大レースを筆頭としたステージレースでは、エースとして総合優勝を狙うほか、山岳ステージやタイムトライアルステージでのステージ優勝も狙う。
ワンデイレースにおいては、リエージュ～バストーニュ～リエージュやアムステルゴールドレースなどアップダウンの激しいコース設定がされたレースでエースを務める。

## 代表的な選手

### 2010年代以降の選手
- タデイ・ポガチャル（スロベニア）
世界選手権個人ロード優勝1回 (2024)
ツール・ド・フランス総合優勝4回 (2020, 2021, 2024, 2025)、ジロ・デ・イタリア総合優勝1回 (2024)
クリテリウム・デュ・ドーフィネ総合優勝1回 (2025)、パリ〜ニース総合優勝1回 (2023)、 ティレーノ〜アドリアティコ 総合優勝2回 (2021, 2022)、 ボルタ・ア・カタルーニャ総合優勝1回 (2024)、 UAEツアー総合優勝3回 (2021, 2022, 2025)、 ツアー・オブ・カリフォルニア総合優勝1回 (2019)
ロンド・ファン・フラーンデレン優勝2回 (2023, 2025)、イル・ロンバルディア優勝4回 (2021, 2022, 2023, 2024)、 リエージュ〜バストーニュ〜リエージュ優勝3回 (2021, 2024, 2025)、ストラーデ・ビアンケ優勝3回 (2022, 2024, 2025)
史上3人目のトリプルクラウン達成者。
- ヨナス・ヴィンゲゴー（デンマーク）
ツール・ド・フランス総合優勝2回 (2022, 2023)、  イツリア・バスク・カントリー総合優勝1回 (2023)、クリテリウム・デュ・ドーフィネ総合優勝1回 (2023)、ティレーノ〜アドリアティコ総合優勝1回 (2024)、ツール・ド・ポローニュ総合優勝1回 (2024)
- レムコ・エヴェネプール（ベルギー）
オリンピック個人ロード 金メダル (2024・パリ)、オリンピック個人TT 金メダル (2024・パリ)
世界選手権個人ロード優勝1回 (2022)、世界選手権個人TT優勝2回 (2023, 2024)
ブエルタ・ア・エスパーニャ総合優勝1回 (2022)、ツール・ド・ポローニュ総合優勝1回 (2020)、 UAEツアー総合優勝1回 (2023)
リエージュ〜バストーニュ〜リエージュ優勝2回 (2022, 2023)
男子史上初のオリンピック2種目(個人ロード・個人TT)の同一年制覇者。
- プリモシュ・ログリッチ（スロベニア）
ブエルタ・ア・エスパーニャ総合優勝4回 (2019, 2020, 2021, 2024)、ジロ・デ・イタリア総合優勝1回 (2023)
オリンピック個人TT 金メダル (2021・東京)
クリテリウム・デュ・ドフィネ総合優勝2回 (2022, 2024)、イツリア・バスク・カントリー総合優勝2回 (2018, 2021)、 ツール・ド・ロマンディ総合優勝2回 (2018, 2019)、 UAEツアー総合優勝1回 (2019)、ボルタ・ア・カタルーニャ総合優勝2回 (2023, 2025)、ティレーノ〜アドリアティコ総合優勝2回 (2019, 2023)、パリ〜ニース 総合優勝1回 (2022)
リエージュ〜バストーニュ〜リエージュ優勝1回 (2020)
- ジョアン・アルメイダ（ポルトガル)
イツリア・バスク・カントリー総合優勝1回 (2025)、ツール・ド・ロマンディ総合優勝1回 (2025)、ツール・ド・スイス総合優勝1回 (2025)、ツール・ド・ポローニュ総合優勝1回 (2021)
- アダム・イェーツ（イギリス）
UAEツアー総合優勝1回 (2020)、ボルタ・ア・カタルーニャ総合優勝1回 (2021)、ツール・ド・ロマンディ総合優勝1回 (2023)、ツール・ド・スイス総合優勝1回 (2024)
- サイモン・イェーツ（イギリス）
ブエルタ・ア・エスパーニャ総合優勝1回 (2018)、ジロ・デ・イタリア総合優勝1回 (2025)、ティレーノ〜アドリアティコ総合優勝1回 (2020)
- トム・デュムラン（オランダ）
ジロ・デ・イタリア総合優勝1回 (2017)
世界選手権個人TT優勝1回 (2017)
オリンピック個人TT 銀メダル 2回 (2016・リオデジャネイロ, 2021・東京)
ビンクバンク・ツアー総合優勝1回 (2017)
元々はタイムトライアルスペシャリストであったが、後に登坂力を身につけグランツールの表彰台圏内の総合成績を多く納めている。
2022年引退。
- ゲラント・トーマス（イギリス）
ツール・ド・フランス総合優勝1回 (2018)、クリテリウム・デュ・ドフィネ総合優勝1回 (2018)、パリ～ニース総合優勝1回 (2016)、ツール・ド・ロマンディ総合優勝1回 (2021)、ツール・ド・スイス総合優勝1回 (2022)
元々はトラック競技の団体追抜や石畳のクラシックを主戦場としていたが、後に登坂力を身につける。2018年以降のグランツールでは新世代の台頭の中、総合優勝を含む5度の総合表彰台を獲得。(仏:2018,2019,2022、伊:2023,2024)
- クリス・フルーム（イギリス）
ツール・ド・フランス総合優勝4回 (2013, 2015, 2016, 2017)、ジロ・デ・イタリア総合優勝1回 (2018)、ブエルタ・ア・エスパーニャ総合優勝2回 (2011, 2017)、クリテリウム・デュ・ドフィネ総合優勝3回 (2013, 2015, 2016)、ツール・ド・ロマンディ総合優勝2回 (2013, 2014)
オリンピック個人TT 銅メダル 2回 (2012・ロンドン, 2016・リオデジャネイロ)
史上7人目の3大ツール制覇者。グランツールでは7度の総合優勝を含む合計11回の総合表彰台を獲得。
- ヴィンチェンツォ・ニバリ（イタリア）
ジロ・デ・イタリア総合優勝2回 (2013, 2016)、ツール・ド・フランス総合優勝1回 (2014)、ブエルタ・ア・エスパーニャ総合優勝1回 (2010)、 ティレーノ〜アドリアティコ総合優勝2回 (2012, 2013)
イル・ロンバルディア優勝2回 (2015, 2017) ミラノ〜サンレモ優勝1回 (2018)
史上6人目の3大ツール制覇者。 グランツールでは4度の総合優勝を含む合計11回の総合表彰台を獲得。
2022年引退。

- リッチー・ポート（オーストラリア）
パリ〜ニース総合優勝2回 (2013, 2015)、ボルタ・ア・カタルーニャ総合優勝1回 (2015)、ツアー・ダウンアンダー総合優勝2回 (2017, 2020)、ツール・ド・ロマンディ総合優勝1回 (2017)、ツール・ド・スイス総合優勝1回 (2018)、クリテリウム・デュ・ドーフィネ総合優勝1回 (2021)
獲得したグランツール総合表彰台は2020年のツール・ド・フランスのみではあるが、UCIワールドツアーの年間カレンダー上の数多くのステージレースを制した。
2022年引退。
- アレハンドロ・バルベルデ（スペイン）
世界選手権個人ロード優勝1回 (2018)
ブエルタ・ア・エスパーニャ総合優勝1回 (2009)、クリテリウム・デュ・ドフィネ総合優勝2回 (2008, 2009)、ボルタ・ア・カタルーニャ総合優勝3回 (2009, 2017, 2018)、イツリア・バスク・カントリー総合優勝1回 (2017)
リエージュ〜バストーニュ〜リエージュ優勝4回 (2006, 2008, 2015, 2017)
UCIプロツアーチャンピオン2回 (2006, 2008)
グランツールでは総合優勝を含む合計9回の総合表彰台を獲得。
2022年引退。

- アルベルト・コンタドール（スペイン）
ツール・ド・フランス総合優勝2回 (2007, 2009)、ジロ・デ・イタリア総合優勝2回 (2008, 2015)、ブエルタ・ア・エスパーニャ総合優勝3回 (2008, 2012, 2014)、ティレーノ〜アドリアティコ総合優勝1回 (2014)、パリ〜ニース総合優勝2回 (2007, 2010)、イツリア・バスクカントリー総合優勝4回 (2008, 2009, 2014, 2016)
UCIワールドランキングチャンピオン (2009)
史上5人目の3大ツール制覇者。
2010年ツール・ド・フランス、2011年ジロ・デ・イタリアの総合優勝はドーピング問題に関連して剥奪された。
2017年引退。

- ブラッドリー・ウィギンス（イギリス）
ツール・ド・フランス総合優勝1回 (2012)
オリンピック個人TT  金メダル  (2012・ロンドン)、世界選手権個人TT優勝1回 (2014)
クリテリウム・デュ・ドフィネ総合優勝2回 (2011, 2012)、ツール・ド・ロマンディ総合優勝1回 (2012)、パリ〜ニース総合優勝1回 (2012)、ツアー・オブ・カリフォルニア総合優勝1回 (2014)、ツアー・オブ・ブリテン総合優勝1回 (2013)
2016年引退。

### 過去の選手
- グレッグ・レモン（アメリカ）
  - ツール・ド・フランス総合優勝3回 (1986, 1989, 1990)、世界選手権個人ロード優勝2回 (1983, 1989)。
- ジーノ・バルタリ（イタリア）
  - ジロ・デ・イタリア総合優勝3回 (1936, 1937, 1946)、ツール・ド・フランス総合優勝2回 (1938, 1948)。
- ファウスト・コッピ（イタリア）
  - ジロ・デ・イタリア総合優勝5回 (1940, 1947, 1949, 1952, 1953)、ツール・ド・フランス総合優勝2回 (1949, 1952)、世界選手権個人ロード優勝1回 (1953)、史上初のダブルツール達成者。
- ミゲル・インドゥライン（スペイン）
  - ツール・ド・フランス5連覇 (1991-1995)、ジロ・デ・イタリア総合優勝2回 (1992, 1993)、史上唯一の2年連続ダブルツール達成者。
- ヤン・ウルリッヒ（ドイツ）
  - ツール・ド・フランス総合優勝1回 (1997)、総合2位5回 (1996, 1998, 2000, 2001, 2003)、ブエルタ・ア・エスパーニャ総合優勝1回 (1999)。
- ジャック・アンクティル（フランス）
  - ツール・ド・フランス総合優勝5回 (1957, 1961-1964)、ジロ・デ・イタリア総合優勝2回 (1960-1964)、ブエルタ・ア・エスパーニャ総合優勝1回 (1963)、史上初の3大ツール制覇者。
- ベルナール・イノー（フランス）
  - ツール・ド・フランス総合優勝5回 (1978, 1979, 1981, 1982, 1985)、ジロ・デ・イタリア総合優勝3回 (1980, 1982, 1985)、ブエルタ・ア・エスパーニャ総合優勝2回 (1978, 1983)、世界選手権個人ロード優勝1回 (1980)。
- エディ・メルクス（ベルギー）
  - ツール・ド・フランス総合優勝5回 (1969-1972, 1974)、ジロ・デ・イタリア総合優勝5回 (1968, 1970, 1972-1974)、ブエルタ・ア・エスパーニャ総合優勝1回 (1973)、世界選手権個人ロード優勝3回(1967, 1971, 1974)、史上最多の3度のダブルツール達成者、史上初のトリプルクラウン達成者。
- ジャンニ・ブーニョ（イタリア）
  - ジロ・デ・イタリア総合優勝1回 (1990)、世界選手権個人ロード優勝2回 (1991, 1992)。
- ステファン・ロシュ（アイルランド）
  - ジロ・デ・イタリア総合優勝1回 (1987)、ツール・ド・フランス総合優勝1回 (1987)、世界選手権個人ロード優勝1回 (1987)、史上2人目のトリプルクラウン達成者。
- デニス・メンショフ（ロシア）
  - ジロ・デ・イタリア総合優勝1回 (2009)、ブエルタ・ア・エスパーニャ総合優勝2回 (2005, 2007)。
- カデル・エヴァンス（オーストラリア）
  - ツール・ド・フランス総合優勝1回 (2011)、2007年UCIプロツアーチャンピオン。世界選手権個人ロード優勝1回 (2009)
- アレクサンドル・ヴィノクロフ（カザフスタン）
  - ブエルタ・ア・エスパーニャ総合優勝1回 (2006)
- イヴァン・バッソ（イタリア）
  - ジロ・デ・イタリア総合優勝2回 (2006, 2010)
- リーヴァイ・ライプハイマー（アメリカ）
- アンドレアス・クレーデン（ドイツ）
- ランス・アームストロング（アメリカ）
  - 世界選手権個人ロード優勝1回 (1993)。
- サムエル・サンチェス（スペイン）
  - 北京オリンピック個人ロード優勝 (2008)